# TVBS原創概念劇
《TVBS原創概念劇》是2013年台灣TVBS打造的戲劇品牌，目前開設了一條週播戲劇線，每週六晚上10點在旗下頻道TVBS歡樂台首播。於2018年開設了八點檔戲劇線，於每週一至週五晚間八點播出。
「概念劇」是由偶像劇衍生的新類型劇種，與一般偶像劇不同的是，它強調作品的創新性，並以作者論為導向，使題材更加多元化。

## 沿革
TVBS在2000年代曾投資拍攝《7年級生》、《愛情合約》等膾炙人口的偶像劇，但近年將重心放在新聞版圖，戲劇方面以播出母公司TVB製作的港劇為主。2012年，TVBS在即將邁入開台20週年之際宣佈重返戲劇市場，除了投資50億新台幣在新北市林口區建造旗艦總部用於自製戲劇，還為此開辦“亞洲編劇培訓營”，以培養更多優秀的本地文創產業人才。
2013年5月20日，TVBS舉辦戲劇啟動儀式，宣佈正式啟動自製戲劇計畫，節目部總監劉思銘表示：“我們的自我定位是創新，我們希望從創新的題材、創新的基礎跟創新的應用，去定義出TVBS獨特的概念劇。”並且預計在2014年開設第二條週播戲劇線，2016年加入日播劇，屆時戲劇年產量預計可達416個小時。
除了在台灣播出，TVBS非執行董事王雪紅未來還計畫在中國大陸成立合資公司，讓TVBS原創概念劇在中國大陸電視頻道的黃金時段播出。在版權行銷方面，則運用母公司TVB的優勢，以簽年約的方式由TVBI直接行銷至海外，可賣出至少15個國家的版權。

## 作品列表
| 首播年份       | 結束年份       | 中文劇名                | 英文劇名            | 集數 | 主演 | 聯播策略                               |
| 2003年8月26日  | 2003年9月24日  | 七年級生                | Seventh Grade       | 22   | 林熙蕾、林依晨、賀軍翔、锺欣愉、張睿家 | 無                                     |
| 2004年6月29日  | 2004年7月26日  | 愛情合約                | Love Contract       | 23   | 林依晨、賀軍翔、張睿家、鍾欣愉、賴智煒、郭妃丽、林逸宏、徐華鳳、易哲理、北村豐晴、太保、程秀瑛、金 剛、劉漢強、楊佩婷、邱隆杰                                                            | 無                                     |
| 2004年8月17日  |                | 香草戀人館              | Love Herb           | 20   | 林立雯、張天霖、Duncan、楊雅筑、陳怡嘉、吳君強 | 無                                     |
| 2005年9月26日  | 2005年11月8日  | 惡男宅急電              | Express Boy         | 32   | 賀軍翔、許瑋倫、柯叔元、張睿家、顏穎思 | 無                                     |
| 2005年11月10日 |                | 8星報喜                 |                     |      | |                                        |
| 2006年7月29日  | 2006年9月7日   | 我們結婚吧              | Marry me            | 20   | 賀軍翔、劉喆瑩、鍾欣愉、楊一展、周采詩、楊淇 | 中華電視公司                           |
| 2008年12月27日 | 2009年2月22日  | 幸福的抉擇              | I Do?               | 20   | 劉心悠、藍正龍、林立雯、邵美琪、楊貴媚、莎 莎、曾少宗、陳宇凡、陳怡嘉 | 臺灣電視公司                           |
| 2010年6月5日   | 2010年8月28日  | 就是要香戀              | Scent of Love       | 13   | 范植偉、曾愷玹、王傳一、許瑋甯、李立群、高捷、郝劭文、唐川、劉瑞琪、周子森 | 中國電視公司                           |
| 2013年7月27日  | 2013年11月9日  | 飛越·龍門客棧           | Dragon Gate         | 15   | 陳怡蓉、柯佳嬿、王陽明、謝佳見、關詩敏 | 中國電視公司                           |
| 2013年11月16日 | 2014年2月28日  | 媽，親一下！            | Kiss Me Mom         | 15   | 柯有倫、夏于喬、潘麗麗、廖峻 | 中國電視公司                           |
| 2014年3月22日  | 2014年7月12日  | A咖的路                 | Rock N' Road        | 16   | 吳慷仁、夏于喬、李政穎、雷瑟琳 | 中華電視公司                           |
| 2014年7月19日  | 2014年11月1日  | 16個夏天                | The Way We Were     | 16   | 林心如、楊一展、許瑋甯、謝佳見、鄒承恩 | 公共電視文化事業基金會                 |
| 2014年12月6日  | 2015年3月21日  | 俏摩女搶頭婚            | Boysitter           | 15   | 陳庭妮、黃河、謝佳見、雷瑟琳、楊晴、高山峰 | 中國電視公司                           |
| 2015年5月1日   | 2015年9月18日  | 哇！陳怡君              | Youth Power         | 21   | 陳怡蓉、姚元浩、鄒承恩、李千娜 | 臺灣電視公司                           |
| 2015年10月16日 | 2016年1月22日  | 唯一繼承者              | Taste of Love       | 15   | 宋芸樺、張睿家、楊晴、戴祖雄 | 臺灣電視公司                           |
| 2016年5月6日   | 2016年8月12日  | 遺憾拼圖                | Life List           | 15   | 楊貴媚、謝佳見、黃姵嘉、懷秋、朱芷瑩、李易 | 臺灣電視公司                           |
| 2016年11月12日 | 2017年3月4日   | 在一起，就好            | Stand By Me         | 15   | 鍾承翰、曾沛慈、陳彥允、陳艾熙、章廣辰 | 無                                     |
| 2017年3月18日  | 2017年6月24日  | 酸甜之味                | Family Time         | 15   | 六月、張書豪、黃遠、林予晞、賀一航、柯淑勤、張翰、方志友 | 公共電視文化事業基金會                 |
| 2018年3月3日   | 2018年6月9日   | 翻牆的記憶              | Age Of Rebellion    | 15   | 何潤東、楊晴、陳怡蓉、鄒承恩、李千娜、張庭瑚、林芯蕾、吳念軒、姚亦晴、張豐豪、宋緯恩 | 無                                     |
| 2018年7月10日  | 2018年11月14日 | 女兵日記                | Girl's Power        | 92   | 劉香慈、陳謙文、羅平、楊晴、小嫻 | 臺灣電視公司                           |
| 2018年10月17日 | 2018年12月28日 | 初戀的情人              | First Love          | 53   | 謝祖武、涂善妮、潘慧如、大元、劉書宏 | 無                                     |
| 2018年11月15日 | 2019年12月23日 | 女兵日記女力報到        | Girl's Power2       | 285  | 羅平、楊晴、李宣榕、博焱、陳謙文、小嫻、楊雅筑、梁舒涵、方語昕、鄭亞、梁瀚名、林建予、尹彥凱、游小白                                                                                     | 臺灣電視公司 （台視播至第208集後停播） |
| 2019年10月19日 | 2020年2月1日   | 天堂的微笑              | Endless Love        | 15   | 修杰楷、林予晞、唐振剛、方志友、黃尚禾 | 無                                     |
| 2019年12月24日 | 2020年3月5日   | 女力報到－小資女上班記  | Girl's Power3       | 50   | 羅平、楊晴、李宣榕、林曜晟、陳謙文、楊雅筑、梁舒涵、鄭亞、梁瀚名、林建予、尹彥凱、游小白、方馨、王樂妍、王上菲、勵政達、王沛語、張瀚元、劉書宏                                           | 中國電視公司                           |
| 2020年3月6日   | 2020年5月14日  | 女力報到－愛神出任務    | Girl's Power4       | 50   | 羅平、陳謙文、王樂妍、楊晴、楊雅筑、梁瀚名、林建予、王建復、李宣榕、林曜晟、梁舒涵、曾子余、尹彥凱、勵政達、王上菲、游小白、張瀚元、王沛語                                               | 中國電視公司                           |
| 2020年5月15日  | 2020年7月23日  | 女力報到－最佳拍檔      | Girl's Power5       | 50   | 潘慧如、梁舒涵、黃靖倫、曾子余、楊晴、羅平、王建復、李宣榕、潘嘉麗、張瀚元、優妮、勵政達、顏以娜、馬力歐、王上菲、王沛語、尹彥凱、游小白、林曜晟、楊雅筑、梁瀚名、王樂妍、陳謙文、林建予 | 中國電視公司                           |
| 2020年7月24日  | 2020年10月1日  | 女力報到－正好愛上你    | Girl's Power6       | 50   | 李宣榕、楊晴、楊雅筑、王上菲、王沛語、羅平、梁瀚名、陳謙文、王樂妍、林建予、游小白、尹彥凱、王建復、黃靖倫、勵政達、張瀚元、潘嘉麗                                                       | 無                                     |
| 2020年10月2日  | 2020年12月24日 | 女力報到－最美的約定    | Girl's Power7       | 60   | 李宣榕、楊晴、楊雅筑、王上菲、王沛語、羅平、梁瀚名、陳謙文、王樂妍、林建予、游小白、尹彥凱、王建復、黃靖倫、勵政達、張瀚元、潘嘉麗                                                       | 無                                     |
| 2020年11月14日 | 2021年2月6日   | 粉紅色時光              | Magic Hour          | 13   | 吳念軒、方志友、嚴正嵐、陳彥允、章廣辰 | 無                                     |
| 2020年12月28日 | 2021年3月10日  | 女力報到－好運到        | Girl's Power8       | 50   | 楊晴、羅平、王樂妍、陳謙文、梁瀚名、楊雅筑、王建復、李宣榕、林建予、游小白、尹彥凱、王上菲、王沛語、黃靖倫、潘嘉麗、顏以娜、勵政達、張瀚元、林曜晟、楊佩潔、李博翔、優妮、方馨、劉書宏   | 無                                     |
| 2021年3月11日  | 2021年5月19日  | 女力報到－愛情公寓      | Girl's Power9       | 50   | 王樂妍、陳謙文、王建復、李宣榕、林曜晟、梁瀚名、楊雅筑、林建予、尹彥凱、游小白、勵政達、王上菲、黃靖倫、張瀚元、李博翔、潘嘉麗、林柏妤、楊佩潔、顏以娜、羅平、楊晴、優妮、方志友         | 無                                     |
| 2021年5月20日  | 2021年7月28日  | 女力報到－男人止步      | Girl's Power10      | 50   | 鄭靚歆、張瀚元、李博翔、楊佩潔、林柏妤、黃靖倫、潘嘉麗、王上菲、李芳雯、楊雅筑、楊晴、王宇婕、羅平、梁瀚名、張書偉、林建予、尹彥凱、優妮、勵政達、游小白、鄭亞、阿布                     | 無                                     |
| 2021年7月29日  | 2021年10月6日  | 女力報到－男人止步2     | Girl's Power11      | 50   | 李博翔、楊佩潔、林柏妤、黃靖倫、潘嘉麗、王上菲、楊雅筑、楊晴、羅平、梁瀚名、林建予、尹彥凱、優妮、勵政達、游小白、鄭亞、阿布、潘慧如、方志友、邱凱偉、葛蕾                               | 無                                     |
| 2021年10月7日  | 2021年12月15日 | 女力報到－愛的故事      | Girl's Power12      | 50   | 優妮、尹彥凱、楊晴、羅平、梁瀚名、楊雅筑、梁舒涵、曾子余、黃靖倫、王上菲、游小白、林建予、鄭亞、潘嘉麗、張瀚元、林柏妤、高欣欣、夏語心、張晏塵、曾淑勤、民雄、劉育仁                     | 無                                     |
| 2021年12月15日 | 2022年5月6日   | 機智校園生活            | Youngsters On Fire1 | 100  | 宥勝、周曉涵、紀言愷、曾莞婷、楊晴、林輝瑝、鍾岳軒、鄭豐毅、劉敬、陳彥廷、王新凱、黃柏峰、李星鏴、孔令元、鄭芯恩、馮容潔、賴雅琪、王禹舒                                                 | 東森電視                               |
| 2022年5月9日   | 2022年7月19日  | 機智校園生活－青春萬歲  | Youngsters On Fire2 | 52   | 宥勝、周曉涵、紀言愷、曾莞婷、楊晴、楊銘威、林輝瑝、鍾岳軒、鄭豐毅、陳彥廷、王新凱、黃柏峰、李星鏴、孔令元、鄭芯恩、馮容潔、賴雅琪、楊翹碩、陳俊甫、黃逸祥                               | 無                                     |
| 2022年7月20日  | 2022年9月23日  | 機智校園生活-必勝高三生 | Youngsters On Fire3 | 48   | 楊銘威、周曉涵、紀言愷、曾莞婷、楊晴、謝祖武、林輝瑝、鍾岳軒、鄭豐毅、陳彥廷、王新凱、黃柏峰、李星鏴、孔令元、鄭芯恩、馮容潔、賴雅琪、楊翹碩、陳俊甫、黃逸祥、商鈞、吳玳慈               | 無                                     |
| 2022年9月26日  | 2022年12月13日 | 機智校園生活-青春向前衝 | Youngsters On Fire4 | 56   | 謝祖武、紀言愷、林輝瑝、鍾岳軒、鄭豐毅、陳彥廷、王新凱、黃柏峰、李星鏴、孔令元、鄭芯恩、馮容潔、賴雅琪、楊翹碩、陳俊甫、黃逸祥、商鈞、吳玳慈、王敏淳                                     | 無                                     |
| 2022年12月14日 | 2023年2月3日   | 加油喜事                | Oh Marriage         | 38   | 陳亞蘭、都拉斯、王彩樺、李興文、劉秀雯、周曉涵、周孝安、鄒承恩、楊晴、臧芮軒、馬國賢、潘映竹、劉育仁                                                                                     | 臺灣電視公司                           |
| 2023年2月6日   | 2023年3月28日  | 加油喜事-加油愛情       | Oh Marriage2        | 37   | 陳亞蘭、都拉斯、王彩樺、李興文、劉秀雯、周曉涵、周孝安、鄒承恩、楊晴、臧芮軒、馬國賢、潘映竹、劉育仁                                                                                     | 臺灣電視公司                           |
| 2023年3月29日  | 2023年5月23日  | 加油喜事-守住愛情       | Oh Marriage3        | 40   | 陳亞蘭、都拉斯、王彩樺、李興文、劉秀雯、周曉涵、周孝安、鄒承恩、楊晴、臧芮軒、馬國賢、潘映竹、劉育仁                                                                                     | 臺灣電視公司                           |
| 2023年5月24日  | 2023年7月11日  | 加油喜事-相信愛情       | Oh Marriage4        | 35   | 陳亞蘭、都拉斯、王彩樺、李興文、劉秀雯、周曉涵、周孝安、鄒承恩、楊晴、臧芮軒、馬國賢、潘映竹、劉育仁                                                                                     | 臺灣電視公司                           |
| 2024年12月8日  | 2025年2月23日  | 秘書俱樂部              | Who's The Boss      | 24   | 賴雅妍、王傳一、修杰楷、曾莞婷、張軒睿、黃尚禾、楊晴、管麟、樊光耀、林嘉俐、許時豪、鄭芯恩、葉子綺、林牧昕、孔令元、王上菲、鄭豐毅、曾子余、張哲偉                                       | 無                                     |

## 外部連結
- TVBS戲劇中心（繁體中文）
- TVBS戲劇中心的新浪微博
- YouTube上的TVBS戲劇頻道
- YouTube上的TVBS經典頻道頻道